# شینیای
شینیای (به لاتین: Xinyi, Guangdong) یک county-level city در جمهوری خلق چین است که در ماومینگ واقع شده‌است.

## خصوصیات
شینیای ۳٬۰۸۱ کیلومترمربع مساحت و ۹۱۳٬۷۰۸ نفر جمعیت دارد.